# جان کلی (شناگر)
جان کلی (به انگلیسی: Jon Kelly) (زادهٔ ۲۱ نوامبر ۱۹۶۵) شناگر اهل کانادا است.